# Strikeforce: Diaz vs. Cyborg
Strikeforce: Diaz vs. Cyborg foi um evento de artes marciais mistas promovido pelo Strikeforce ocorrido em 29 de janeiro de 2011 no HP Pavilion em San Jose, California.

## Background
Uma luta de meio médios entre Nate Coy e Nate Moore, que estava originalmente marcada para ocorrer no Strikeforce Challengers: Woodley vs. Saffiedine, foi realizada nesse evento.
Seis lutas do card preliminar foram transmitidas ao vivo pelo Sherdog.com.
Esse foi o último evento do Strikeforce a contar com lutas amadoras, quando foram removidas de todos os futuros cards do Strikeforce após a promoção ser comprada pelaZuffa, LLC em Março de 2011.
O evento teve audiência de cerca de 561,000, com picos de 850,000 na Showtime.

## Resultados
^ a: Pelo Cinturão Meio Médio do Strikeforce.

^ b: Pelo Cinturão Peso Médio do Strikeforce.

## Bolsas
Champ Nick Diaz: $150,000 (sem bônus por vitória)
def. Evangelista "Cyborg" Santos: $20,000
Champ Ronaldo "Jacare" Souza: $85,000 ($15,000 bônus por vitória)
def. Robbie Lawler : $65,000
Herschel Walker: $5,000 (sem bônus por vitória)
def. Scott Carson: $5,000
Roger Gracie: $75,000 (sem bônus por vitória)
def. Trevor Prangley: $30,000
Nate Moore: $4,000 ($2,000 bônus por vitória)
def. Nathan Coy: $3,000
Isaiah Hill: $3,000 ($1,500 bônus por vitória)
def. Bobby Stack: $1,500
Ron Keslar: $3,000 ($1,500 bônus por vitória)
def. Eric Lawson: $1,500
Germaine de Randamie: $3,000 ($1,000 bônus por vitória)
def. Stephanie Webber: $1,000
James Terry: $3,000 ($1,500 bônus por vitória)
def. Lucas Gamaza: $1,500
Jenna Castillo: $3,000 ($1,500 bônus por vitória)
def. Charlene Gellner: $1,000